# Haemodorum ensifolium
Haemodorum ensifolium är en enhjärtbladig växtart som beskrevs av Ferdinand von Mueller. Haemodorum ensifolium ingår i släktet Haemodorum och familjen Haemodoraceae. Inga underarter finns listade.